# Понти
По̀нти (на италиански: Ponti; на пиемонтски: Puit, Пуйт) е село и община в Северна Италия, провинция Алесандрия, регион Пиемонт. Разположено е на 186 m надморска височина. Населението на общината е 608 души (към 2011 г.).